# Ben Gibson (Fußballspieler)
Benjamin James „Ben“ Gibson (* 15. Januar 1993 in Nunthorpe, Middlesbrough) ist ein englischer Fußballspieler, der für Stoke City in der EFL Championship spielt.

## Karriere

### Verein
Ben Gibson wechselte 2005 in die Jugendakademie seines Heimatvereins FC Middlesbrough. 2010 unterschrieb er beim Football-League-Championship-Verein seinen ersten Profivertrag. Sein Debüt für die Profimannschaft Boros bestritt er am 25. April 2011 im Spiel gegen Coventry City, als er in der 41. Spielminute für den verletzten Andrew Davies ins Spiel kam. Dieser Einsatz blieb Gibsons einziger in der Saison 2010/11. Nach Leihgeschäften bei Plymouth Argyle, York City und den Tranmere Rovers in unterklassigen Ligen Englands kehrte er zur Saison 2013/14 wieder nach Middlesbrough zurück. In dieser Saison spielte sich Gibson allmählich in der Startformation von Trainer Aitor Karanka fest und kam bereits auf 31 Einsätze in der Championship. In der Spielzeit 2015/16 stieg der inzwischen unumstrittene Stammspieler mit Middlesbrough in die Premier League auf. Bereits in der folgenden Saison musste er mit Boro den Abstieg in die Championship hinnehmen.
Am 5. August 2018 unterschrieb Ben Gibson einen Vierjahresvertrag beim Premier-League-Verein FC Burnley. Die Clarets überwiesen für die Dienste Gibsons eine vereinsinterne Rekordablösesumme in Höhe von 15 Millionen Pfund nach Middlesbrough. In gut zwei Jahren absolvierte Gibson jedoch gerade einmal sechs Pflichtspiele für die „Clarets“ und Anfang September 2020 wechselte er auf Leihbasis für die Spielzeit 2020/21 in die zweite Liga zum Absteiger Norwich City. Nach einer erfolgreichen Ausleihe mit 27 Spielen in der EFL Championship 2020/21 und der direkten Rückkehr in die Premier League, verpflichtete ihn der Verein Anfang Juli 2021 auf fester Vertragsbasis. Nach einer Saison stieg Gibson mit Norwich wieder in die Championship ab. Im Sommer 2024 wechselte er ligaintern und schloss sich Stoke City an.

### Nationalmannschaft
Gibson spielte im Jahr 2014 erstmals fürs U-20-Nationalteam. Im September 2014 debütierte er im U-21-Nationalteam. Am 24. März 2017 nominierte ihn Gareth Southgate erstmals in den Kader der A-Auswahl zum Qualifikationsspiel für die Weltmeisterschaft 2018 gegen Litauen. In diesem Spiel kam er jedoch nicht zum Einsatz.